# جون جوزيف بوردمان
جون جوزيف بوردمان (بالإنجليزية: John Joseph Boardman)‏ هو كاهن كاثوليكي أمريكي، ولد في 7 نوفمبر 1894 في بروكلين في الولايات المتحدة، وتوفي في 17 يوليو 1978.